# Roy Tarpley
Roy James Tarpley (Nova Iorque, 28 de novembro de 1964 – Arlington, 9 de janeiro de 2015) foi um basquetebolista norte-americano que atuou como ala-pivô pelo Dallas Mavericks na National Basketball Association (NBA) e pelo Michigan Mayhem, na Continental Basketball Association.
Atuou pelos Mavericks de 1986 á 1991, quando foi afastado da principal liga do basquete americano por uso de cocaína. Após este fato, foi jogar na Grécia, até que em 1994, foi readmitido na liga e voltou ao time da cidade de Dallas. Em dezembro de 1995, foi acusado de abuso de álcool e por violar os termos de sua reabilitação ao uso de drogas imposta pela justiça americana, e assim, foi expulso permanentemente da NBA.
Com a decisão da NBA, voltou a jogar em clubes europeus e asiáticos, como na Grécia, Rússia, Chipre e China. Retornou para os Estados Unidos para jogar no Michigan Mayhem, pela Continental Basketball Association e aposentou-se em 2006.
Em 2006, processou a NBA, alegando que o seu vício pelas drogas era uma doença e que a decretação de sua expulsão da liga era injustificável, já que continuou a jogar basquete. Em 2009, a NBA e o jogador, entraram em um acordo fora dos tribunais.
Roy faleceu aos 50 anos de idade em janeiro de 2015.